# Força 10 de Navarone
Força 10 de Navarone (títol original en anglès: Force 10 From Navarone) és una pel·lícula bèl·lica britanicoestatunidenca dirigida per Guy Hamilton el 1978. Fracàs de públic i crítica a l'estrena, aquesta producció té avui l'estatus de pel·lícula de culte pels aficionats de pel·lícules bèl·liques. Ha estat doblada al català.

## Argument
Els fugitius del comando britànic que ha aconseguit destruir els canons de Navarone se n'han sortit malgrat la presència d'un traïdor entre ells. Creien aquest executat, però sembla que encara és viu, i és en realitat un espia alemany que hauria estat a Iugoslàvia entre els partisans. Mallory i Miller són els únics capaços de poder-lo identificar, són enviats de nou amb una unitat americana anomenada Huracà (Força 10), dirigida pel coronel Barnsby, que no és molt favorable a la seva presència. Cadascun dels caps d'equip, Barnsby i Mallory, ignora l'autèntica missió de l'altre. El seu avió és tocat, i, en l'aterratge, el comando és dispersat i delmat. Els supervivents són recollits per partisans que resulten estar del costat dels alemanys. Presoners, llavors han de convèncer els alemanys que no són espies, per no ser afusellats

## Repartiment
- Harrison Ford: Tinent Coronel Mike Barnsby
- Robert Shaw: Maj. Keith Mallory
- Barbara Bach: Maritza Petrovich
- Edward Fox: Sergent. Dusty Miller
- Franco Nero: Capità Nikolai Leskovar
- Carl Weathers: Sergent Weaver
- Richard Kiel: Capità Drazak
- Alan Badel: Maj. Petrovitch
- Michael Byrne: Maj. Schroeder
- Philip Latham: Cmdr. Jensen
- Angus MacInnes: 1r Tinent Doug Reynolds
- Michael Sheard: Sergent Bauer
- Petar Buntic: Marko
- Michael Osborne: Tinent Cmdr. Vincent Ryan
- Wolf Kahler: un soldat alemany

## Al voltant de la pel·lícula
- Aquesta pel·lícula és considerada una continuació de la pel·lícula Els canons de Navarone, més que de la novel·la d'Alistair MacLean que era la base de la pel·lícula. En aquesta versió, els papers de Mallory i Miller, interpretats per Gregory Peck i David Niven, han estat agafats per Robert Shaw i Edward Fox. Aquesta continuació va ser estrenada 17 anys després de la primera pel·lícula, i Gregory Peck i David Niven són massa grans per reprendre els seus papers mentre l'acció es desenvolupa alguns mesos després dels esdeveniments de la pel·lícula de 1961.
- En l'argument de la pel·lícula Els Canons de Navarone al començament, es tornen a veure les imatges del final de la primera pel·lícula amb la destrucció dels canons i el sabotatge de Mallory i Miller a les naus de guerra britàniques, alguns passatges han hagut de ser rodats novament amb la finalitat d'inserir Robert Shaw i Edward Fox en els papers de Mallory i Miller que reemplacen Gregory Peck i David Niven.
- Robert Shaw moriria sis mesos després del final del rodatge. Tenia 51 anys.
- Rodada per 10 milions de dòlars, a la pel·lícula no li surten els comptes en el moment de la seva estrena i només recapta 7,2 milions de dòlars. Tanmateix, el 2006, la pel·lícula acumularà uns guanys de 25 milions de dòlars.
- El pont estratègic de la pel·lícula "Đurđevićté" es troba a Montenegro sobre el riu Tara.